# Homeward Bound
"Homeward Bound" és una cançó del duo americà Simon & Garfunkel, escrita per Paul Simon i produïda per Bob Johnston. La cançó es va llançar el 19 de gener de 1966 com a senzill amb Columbia Records.
La cançó apareix al tercer àlbum d'estudi del duo, Parsley, Sage, Rosemary and Thyme (1966), tot i que es va gravar durant les sessions pel seu segon àlbum Sounds of Silence i hi va ser inclosa al Regne Unit. Va ser el seu segon senzill, després del seu gran primer èxit "The Sound of Silence". Va tenir èxit a nivell domèstic; va arribar al número cinc a la Billboard Hot 100, i quedant-se en les llistes durant 12 setmanes. A nivell internacional, la cançó va tenir més èxit al Canadà, on va arribar al número dos; també va ser entre els cinc primers als Països Baixos.
Hi ha una versió en directe de la cançó a la compilació Simon and Garfunkel's Greatest Hits, i va ser la seva última actuació en el concert de reunió del duo el 1981, The Concert in Central Park.

## Context

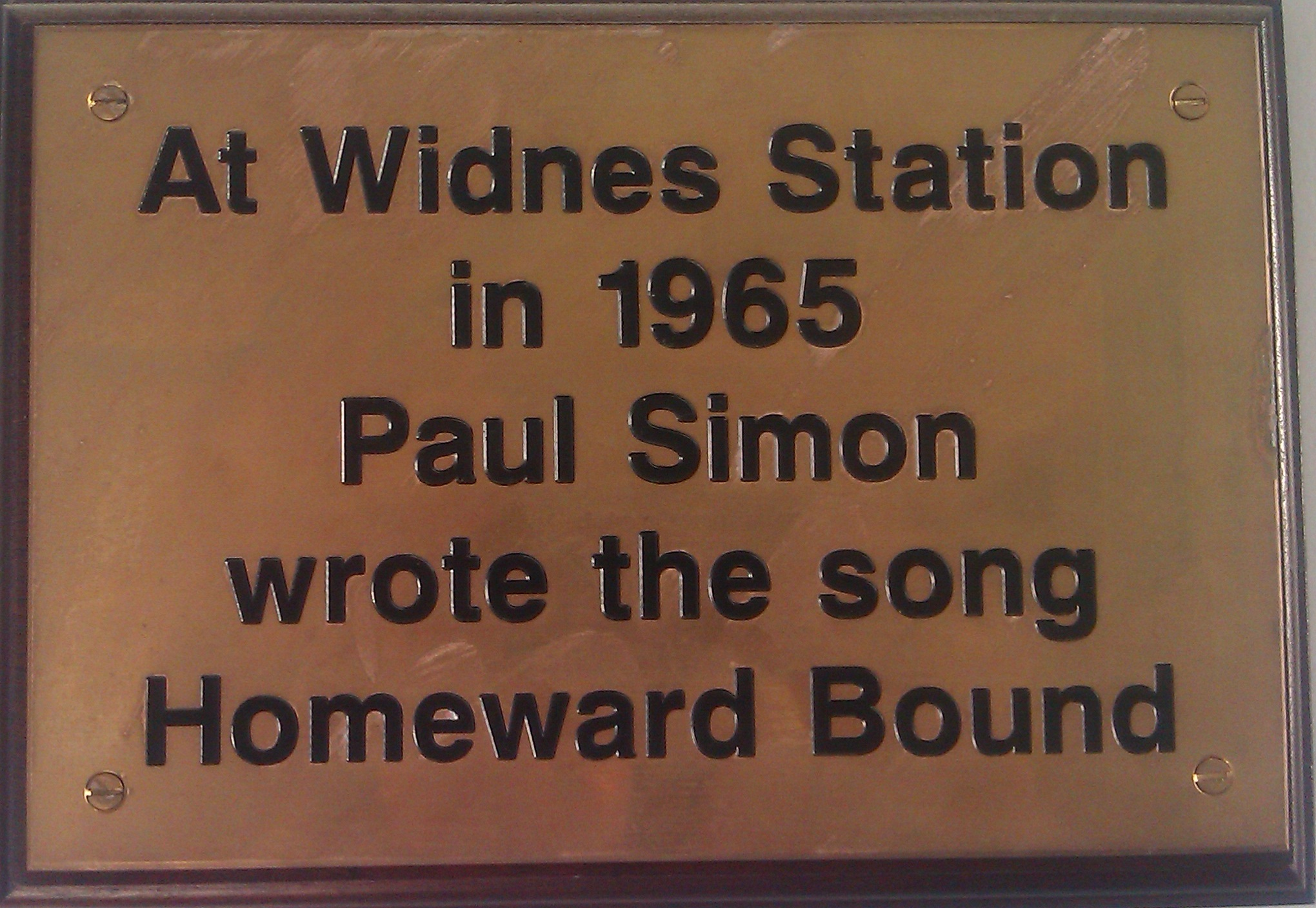
Placa commemorativa a l'estació de Widnes.

"Homeward Bound" va ser escrita per Paul Simon després d'arribar a Anglaterra la primavera de 1964. Prèviament, havia passat una època al Railway Hotel a Essex. El seu breu període a l'escena folk i la gravació del seu primer àlbum amb Art Garfunkel, Wednesday Morning, 3 A.M., que creia que seria un fracàs, feien trontollar Simon. Durant aquest període, conegué Kathy Chitty, que treballava al club. Els dos es van entendre molt bé, però Simon volia actuar a Londres, fet que va causar un comiat emocional. Després d'una actuació a Liverpool, Simon era a l'estació de Widnes, esperant un tren cap a Londres. Trobant a faltar la companyia de Chitty, va començar a escriure "Homeward Bound" en un tros de paper.
Chitty es menciona en altres cançons de Simon & Garfunkel, entre les quals "Kathy's Song" and "America". Al seu hit de 1969 "The Boxer", Simon menciona una estació de tren, una possible referència a "Homeward Bound". Hi ha una placa commemorativa a l'estació de Widnes de Liverpool. Simon va dir que "[s]i mai has vist Widnes, llavors sabries per què volia tornar a Londres el més aviat possible."

## Posició a les llistes
| Llista (1966)                 | Pic |
| ----------------------------- | --- |
| Kent Music Report (Austràlia) | 20  |
| RPM 100 (Canadà)              | 2   |
| Dutch Singles Chart           | 4   |
| Nova Zelanda (Listener)       | 1   |
| Swedish Singles Chart         | 12  |
| UK Singles Chart              | 9   |
| US Billboard Hot 100          | 5   |
| Rhodesia Singles Chart        | 4   |